# Джейк Сандерсон
Джейк Сандерсон (англ. Jake Sanderson; нар. 8 липня 2002, Вайтфіш) — американський хокеїст, захисник клубу НХЛ «Оттава Сенаторс». Гравець збірної команди США.

## Ігрова кар'єра
Хокейну кар'єру розпочав 2018 року в складі юніорської збірної США за програмою розвитку юніорського хокею США.
2020 року був обраний на драфті НХЛ під 5-м загальним номером командою «Оттава Сенаторс».
З сезону 2020–21 Джейк захищав кольори хокейної команди Університету Північної Дакоти (НКАА).
27 березня 2022 року Сандерсон підписав трирічний контракт початкового рівня з клубом НХЛ «Оттава Сенаторс». 23 листопада 2022 року Джейк записав до свого активу перший гол у НХЛ в програному матчі 1–4 проти «Вегас Голден Найтс». За підсумками сезону 2022–23 Сандерсон був включений до молодіжної команди всіх зірок НХЛ.
6 вересня 2023 року «сенатори» оголосили, що Сандерсон продовжив контракт із командою на вісім років.

## На рівні збірних
Був гравцем молодіжної збірної США, у складі якої брав участь у 12 іграх та став чемпіоном світу у 2021 році.
У складі збірної команди США брав участь в Олімпійських іграх 2022 року та чемпіонаті світу 2024 року.
У лютому 2025 року брав участь у турнірі чотирьох націй.

## Нагороди та досягнення
- Молодіжна команда всіх зірок НХЛ — 2023.[9]

## Статистика

### Клубні виступи
| 2018–19      | США                          | ХЛСШ         | 22  | 2  | 5  | 7  | 0  | 2 | 0 | 1 | 1 | 0 |
| 2019–20      | США                          | ХЛСШ         | 19  | 2  | 12 | 14 | 8  | — | — | — | — | — |
| 2020–21      | Університет Північної Дакоти | НКАА         | 22  | 2  | 13 | 15 | 4  | — | — | — | — | — |
| 2021–22      | Університет Північної Дакоти | НКАА         | 23  | 8  | 18 | 26 | 6  | — | — | — | — | — |
| 2022–23      | «Оттава Сенаторс»            | НХЛ          | 77  | 4  | 28 | 32 | 12 | — | — | — | — | — |
| 2023–24      | «Оттава Сенаторс»            | НХЛ          | 79  | 10 | 28 | 38 | 23 | — | — | — | — | — |
| Усього в НХЛ | Усього в НХЛ                 | Усього в НХЛ | 156 | 14 | 56 | 70 | 35 | — | — | — | — | — |

### Збірна
| Рік                | Команда            | Турнір             | Місце              |    | І | Г | П | О | ШХ |
| ------------------ | ------------------ | ------------------ | ------------------ | -- | - | - | - | - | -- |
| 2018               | США                | U17                | 8-е                | 5  | 0 | 1 | 1 | 0 |    |
| 2021               | США                | МЧС                | 1                  | 7  | 0 | 2 | 2 | 0 |    |
| 2022               | США                | ОІ                 | 5-е                | 1  | 0 | 1 | 1 | 0 |    |
| 2024               | США                | ЧС                 | 5-е                | 8  | 0 | 4 | 4 | 0 |    |
| Молодіжна збірна   | Молодіжна збірна   | Молодіжна збірна   | Молодіжна збірна   | 12 | 0 | 3 | 3 | 0 |    |
| Національна збірна | Національна збірна | Національна збірна | Національна збірна | 9  | 0 | 5 | 5 | 0 |    |